# Dieveniškės

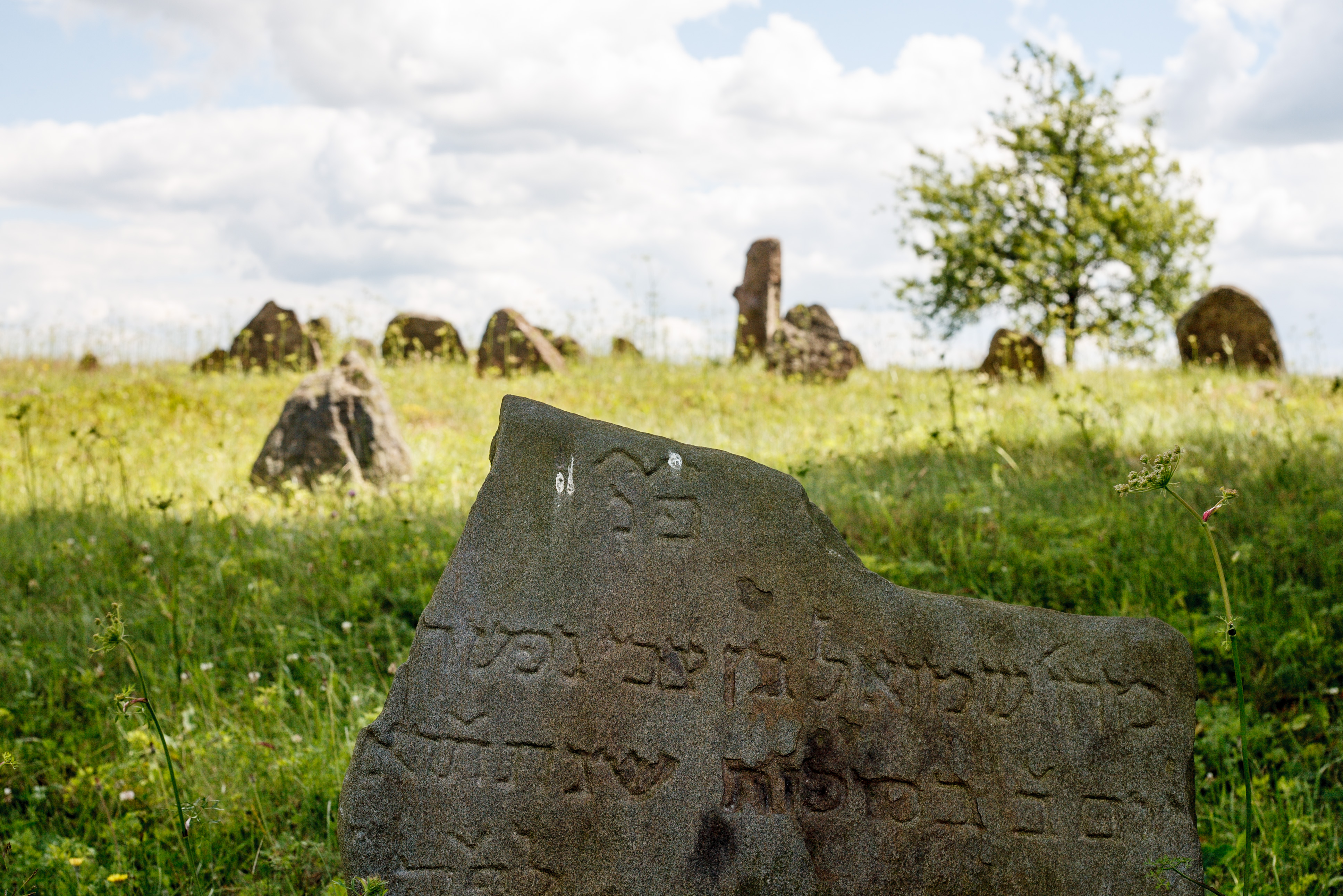
Opuštěný židovský hřbitov v Dieveniškėsu

Dieveniškės (v doslovném překladu z litevštiny místo bohů, polsky Dziewieniszki, bělorusky Дзевянішкі/Dzevjaniški, v jidiš דיװענישאָק) je malé město ve Vilniuském kraji v Litvě, v rámci kterého se řadí pod okres Šalčininkai. Leží v těsné blízkosti běloruské hranice (zhruba 6 km), v tzv. dieveniškėském výběžku, což je litevské území ze všech stran obklopené Běloruskem, které je s Litvou spojené jen krátkým, 3 kilometry úzkým, koridorem. V blízkost města se nachází dieveniškėský regionální přírodní park.
Počet obyvatel města je zhruba 700.

## Historie
Panství Dieveniškės bylo poprvé zmíněno v roce 1385 jakožto majetek litevského šlechtice Mykolase Mingaily. Později bylo ovládáno rodem Goštautů. Stanislovas Goštautas navštívil Dieveniškės se svou manželkou Barborou Radziwiłłovnou, která se podle záznámů modlila v místním kostele, postaveném v 16. století. Podle sčítání lidu z roku 1897 tvořili Židé 75 % obyvatel vesnice a byly zde dvě synagogy. Krom Židů bylo místní obyvatelstvo etnicky smíšené, žili zde Litevci, Poláci i Bělorusové.
Před druhou světovou válkou patřil Dieveniškės k Polsku, roku 1939 byl přidělen k Bělorusku v rámci SSSR, přičemž někteří místní obyvatelé byli posléze sovětskými úřady deportováni na Sibiř. Během druhé světové války bylo město okupováno nacistickým Německem. Během okupace byla většina místních Židů transportována do ghetta ve Voranavě, kde byli 5. května 1942 popraveni. V roce 1944 několikrát obsadili Dieveniškės partyzáni z jednotek polské zemské armády, kteří pronásledovali místní litevské obyvatelstvo.
6. listopadu 1940 byl Dieveniškės (a jeho okolí) oficiálně převeden z Běloruské SSSR k Litvě, která byla téhož dne k SSSR připojena. Existuje legenda, že k tomu došlo proto, že během toho co se ve Stalinově kanceláři kreslily nové hranice mezi Litvou a Běloruskem, ležela na mapě Stalinova dýmka. Protože se ji nikdo neodvážil posunout, měla být hranice nakreslena kolem ní, čímž měl vzniknout dieveniškėský výběžek. Pravděpodobnější ale je, že se tak stalo na základě žádosti místních Litevců předložené sovětským úřadům.
Podle sčítání lidu z roku 1989 se mírně přes 60% obyvatel považovalo za Poláky.
V roce 2006 byl výnosem prezidenta Litevské republiky přijat znak města Dieveniškės.